# 塩トマト
塩トマト（しおトマト）は、熊本県八代地域など土壌塩分濃度が高い干拓地などで栽培されるトマトのこと。トマトの品種名ではない。

## 概要
塩分濃度が高い土地で栽培するため、根から水分の吸い上げが十分に行われないことから、実は大きく育たないが、糖分が疑縮される。一般の大玉トマトの糖度が5度から6度くらいなのに対し、塩トマトの糖度は8度から10度になる。
かつては、小玉であることから規格外品扱いされており市販されずに自家用にされていたが、1995年くらいから市場に知られると共に人気となり、高値で取り引きされるようになった。
熊本県のみならず、2011年の東日本大震災の際の津波によって塩害となった農地での栽培作物として東北地方でも注目されている。
2021年10月7日より農林水産省の地理的表示(GI)保護制度に「くまもと塩トマト」として登録されている。

## 栽培
収穫時期は11 - 5月頃、3月がピークである。栽培地域が限定されるので、希少価値があり超高級品として贈答用などにも使われる。
一般に塩トマトは普通のトマトより小ぶりだか、栽培されている品種は普通のトマトと同じタキイ種苗株式会社が1981年に開発した大玉品種である「桃太郎」である。
一般のフルーツトマトは、極力水を与えないなどの栽培方法により高糖度化をはかったものをいうが、塩トマトは、海水のミネラル分がたっぷり含まれ甘くて酸味がある。

## ブランド
太陽の子 セレブ
糖度8度以上のものを選出。
太陽の子 ロイヤルセレブ
光センサー糖度計により、糖度10度以上の塩トマトのみを選出。塩トマトの生産量の1パーセントほどしかなく、大きさによっては1玉500円の値がつくこともある。
ほなみchan
名前が同じということで鈴木保奈美が自身のInstagramで紹介し、話題となる。